# دب الشمس
دُبّ الشمس أو الدب الماليزي أو دب العسل[بحاجة لمصدر] (الاسم العلمي: Helarctos malayanus) نوع من الدببة المتواجد في الغابات المطيرة في الجنوب الشرقي من قارة آسيا، وبالتحديد في: شمال شرق الهند، بنغلاديش، ميانمار، تايلاند، لاوس، كمبوديا، فيتنام، جنوب الصين، شبه الجزيرة الماليزية، وجزر سومطرة وبورنيو.

## مواصفات

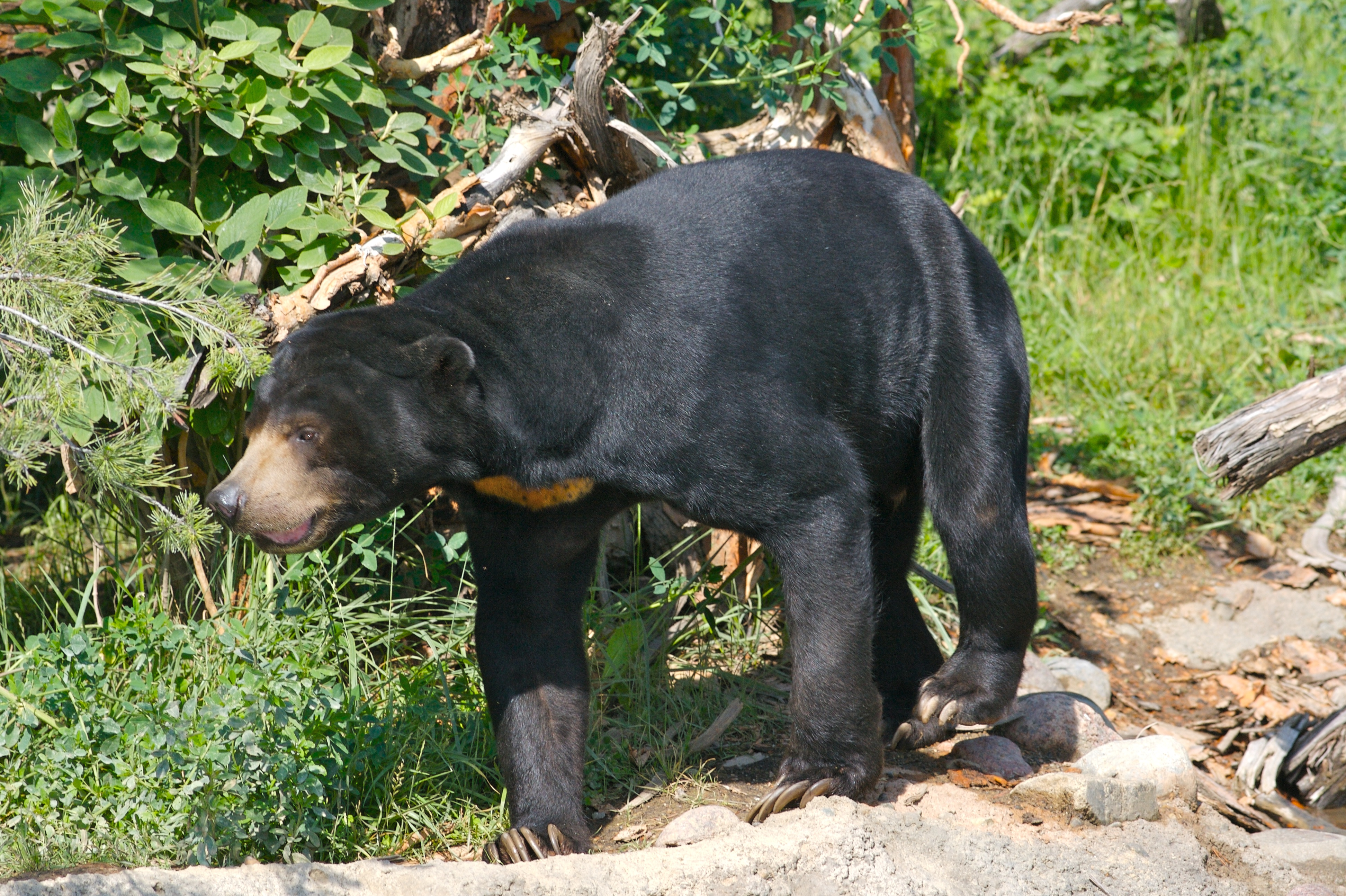
دب شمس يتحرك

طول دب الشمس يتراوح بين 120 إلى 150 سم، وهذا ما يجعله الأصغر حجماً في عائلة الدببة (Ursidae) الذكور بشكل عام تكون أكبر بـِ 10%-40% من الإناث. الذكور تزن عادة بين 30 و 70 كغم بينما الإناث تزن عادة بين 20 حتى 40 كغم. طول الذراع يتراوح بين 60 و 72 سم. يملك دب الشمس مخالب خفيفة الوزن على شكل منجل، ويملك أيضاً كفوف كبيرة وأخمص قدمة عارية، ربما من أجل أن هذا يساعد عند التسلق. يملك دب الشمس أيضاً قدم تتجه نحو الداخل تجعله مشية متعرجة على أطراف أصابعه، ولكنها تجعله متسلقاً محترفاً. يملك أيضاً آذان صغيرة ودائرية وخطم سمين. طول ذيله يتراوح بين 3 و 7 سم. على الرغم من حجمه الصغير، دب الشمس يملك لسان نحيل وطويل، يتراوح طوله بين 20 و 25 سم، والذي يستعمله من أجل استخراج العسل من خلايا العسل.
على عكس باقي أنواع الدببة، فرو دب العسل قصير وناعم، ربما لأن المناطق التي يعيش فيها منخفضة نسبياً. يغطي جسمه فرو أسود داكن أو أسود قريب إلى البني، ما عدا في منطقة صدره حيث تتواجد هناك علامة صفراء-برتقالية باهتة على شكل حذوة حصان، وفروة أخرى مشابهة لها حول خطمه وعيونه. وبسبب هذه العلامات المميزة تم إعطاء هذا الحيوان اسم «دب الشمس».

## الغذاء
غذاء دب العسل يتكون بالأساس من حيوانات لافقارية وفواكه ولكن بسبب كونه حيوان آكل كل شيء فهو يتغذى على تشكيلة واسعة من الطعام تضم حيوانات فقارية صغيرة (سحالي، طيور، سلاحف)، بيض، الأطراف الجديدة لأشجار النخيل، عشش النمل، توت، الشطأ (أول ما ينبت من الورق)، جذور، وجوز الهند. في الحقيقة، تم مشاهدة دب النمل يأكل أكثر من 100 نوع مختلف من الحشرات و 50 نوع مختلف من النباتات.
بالرغم من قدرتها على أكل أنواع كثيرة الحيوانات والنباتات، إلا أنها تفضل أنواع معينة فقط من الطعام. هذا ما تم استنتاجه من بحث أجري على هذا الحيوان حيث أنه من أنواع اللافقريات يقوم غالباً باختيار النمل الأبيض (حشرة تختلف تماماً عن النمل – مجرد تشابه في الاسم)، النمل، الخنافس ويرقات الخنافس، بينما كان التين أكثر فاكهة يفضل أكلها. يأكل دب الشمس النمل الأبيض عن طريق غز يده في كومة من النمل الأبيض ومن ثم يقوم بلعقها من يده.
وَلَع دب الشمس بالعسل هو سبب تسميته الأخرى «دب العسل». في الماليزية والاندونيسية يسمى «بيروانغ مادو» والتي تعني «دب العسل»
فك دب الشمس قوي جداً بحيث يستطيع شق الجوز وفتحه. مخالبها القوية تستعمل من اجل اقتحام جذوع الشجر وقطع الأشجار المتساقطة من اجل الوصول للعسل، اليرقانات والنمل الأبيض. دب الشمس يجد كثير من طعامه عن طريق استعمال حاسة الشم الحادة التي يملكها، وذلك بسبب حاسة النظر الضعيفة لديه.

## نمط الحياة والتكاثر
دب الشمس لا يسبت في فصل الشتاء، لهذا، يستطيع التكاثر طوال السنة. يصل النسل إلى البلوغ الجنسي بعد 3-4 أعوام ويعيش حتى 30 سنة في الأسر (الحيوانات تعيش أقل سنين في الطبيعة بشكل عام). أنثى دب الشمس تستطيع أن تلد 1 إلى 2 جراء كل عام. دببة الشمس تمر بمرحلة حمل صعبة جداً مكونة 96 يوماً بعدها تضع الأنثى جرواً يزن بين 300 إلى 400 غرام ويكون أعمى وبدون شعر حينها (أَمْعَطْ). في البداية يعتمد الجرو كاملاً على أمه ويمكن أن تستمر الرضاعة حتى 18 شهراً بعد الولادة. بعد شهر (من الولادة) يستطيع جرو الدب الركض، اللعب، والطوف بحثاً عن الطعام حول أمه. ذكور دببة الشمس تكبر أكثر من الإناث. الإناث تكون مستعدة للتزاوج في جيل 3 سنوات. خلال التزاوج، يمكن ملاحظة دب الشمس يحتضن الطرف الآخر ويقاتله كمداعبة.
كونه ناشط في المساء أساساً، يميل دب الشمس إلى الراحة خلال النهار على أطرافه السفلية على ارتفاع منخفض عن الأرض. بسبب أنه يمضي وقتاً طويلاً على الأشجار، يسبب دب الشمس أحياناً ضرراً للمتلكات. تم مشاهدته وهو يدمر أشجار جوز الهند والكاكاو في في المزارع.

## أخطار
لا يوجد لدب الشمس البالغ أي كائن يفترسه غير الإنسان، وذلك بسبب طبيعة الشرسة وأسنانه المخيفة. بين الحين والآخر، يمكن أن تُفترس على يد بَبْر (الجنس الأضخم من السنّوريات) أو أفعى البيثون المشبّكة. مفترسات أخرى يمكن أن تكون النمور، أو قريبها الأكبر، الدب الأسود الآسيوي. الجلد المقلقل (المرتخي) لدب الشمس يمكّنه من لَوي جسمه داخل جلده بشكل يسمح له بإدارة رأسه بالكامل وعض مُفترسة عندما يتم القبض عليه.
النقص مؤخراً في عدد دببة الشمس في الطبيعة يعود بشكل أساسي إلى صيد «الدببة المزعجة» التي تدمر المحاصيل وإلى الصيد الغير مرخص المنتشر بسبب السوق السوداء التي يباع فيها فروه ويتم استئصال مادة «الصفراء» التي يفرزها الكبد لاستعمال في الطب الصيني.
أحياناً، يتم اصطياد دببة الشمس لتأليفها، والسبب في ذلك يعود إلى طبعها المسالم وحجمها الصغير نسبة للدببة الأخرى.